# Melissa Jaimes
Melissa Jaimes (Casanare, Colombia, 14 de septiembre de 2003) es una jugadora de futsal colombiana. Actualmente se encuentra disputando el torneo de Primera División de Fútbol Sala Iberdrola con el C.D. Atlético Torcal. Disputó las Copas Libertadores de Futsal Femenina de 2022 y 2024.

## Clubes
| Club                    | País     | Año           |
| ----------------------- | -------- | ------------- |
| Atlético del Oriente    | Colombia | 2018 - 2021   |
| C.D. Fundación Juventas | Colombia | 2021 - 2022   |
| A.D. Sala Zaragoza      | España   | 2022-2024     |
| Exa Ysaty F.C.          | Paraguay | 2024          |
| C.D. Atlético Torcal    | España   | 2024-presente |

## Palmarés y distinciones
- Copa América Femenina de Futsal

 2025